# 三橋站 (日本)
三橋站（日语：／ Mitsuhashi eki */?）是位於福岡縣山門郡三橋町（現時：柳川市），日本國有鐵道（國鐵）佐賀線的鐵路車站（廢站）。

## 歷史
- 1931年（昭和6年）9月24日：國有鐵道佐賀線矢部川站（現時：瀨高站）至筑後柳河站之間開業，此站啟用[1]。當時為一般車站[1]。
- 1961年（昭和36年）10月1日：結束貨運業務[1]。
- 1967年（昭和42年）4月1日：結束行李起卸業務[2]。成為無人車站[3]。
- 1987年（昭和62年）3月28日：隨著佐賀線全線廢除，此站也被廢除[1]。

## 車站構造
此站為無人車站，設有1面1線的單式月台。

## 現狀
路軌遺址變成了福岡縣道703號柳川筑後線。與百町站一樣，站內遺址建設了石碑。

## 相鄰車站
日本國有鐵道（國鐵）
佐賀線
百町－三橋－瀨高

## 注腳
1. 1 2 3 4 5 6  石野哲 (编). . JTB. 1998: 718-719. ISBN 978-4-533-02980-6 （日语）.
2. ↑  . 官報. 1971-10-19 （日语）.
3. ↑  . 鐵道公報（日语：鉄道公報） (日本國有鐵道總裁室文書課). 1971-10-19: 4 （日语）.

## 相關項目
- 日本鐵路車站列表 Mi